# إريك سير
إريك سير هو لاعب كرة قاعدة كندي، ولد في 11 فبراير 1979 في مونتريال في كندا.

## وصلات خارجية
- إريك سير على موقعبيزبول رفرنس.كوم (الدوري الرئيسي) (الإنجليزية)
- إريك سير على موقعبيزبول رفرنس.كوم (الدوري الثانوي) (الإنجليزية)
- إريك سير على موقع مشجعي الرسوم البيانية (الإنجليزية)
- إريك سير على موقع EliteProspects.com (الإنجليزية)
- إريك سير على موقع أوليمبيديا (الإنجليزية)